# Mikołaj Bystram (zm. 1528)
Mikołaj Bystram z Radlina i Popkowic herbu Tarnawa (zm. w 1528 roku) – podsędek lubelski w latach 1524-1528.
Poseł na sejm krakowski 1523 roku z ziemi lubelskiej.